# Gymnocrex
Gymnocrex ist eine Gattung von drei sehr unterschiedlichen Rallenarten, die in Indonesien und auf Neuguinea vorkommen. Es sind langbeinige Vögel mit einer nackten Gesichtshaut. Die Rosenbergralle (Gymnocrex rosenbergii) hat ein kobaltblaues Gesicht, das stark mit dem schwarzen und kastanienbraunen Gefieder kontrastiert. Die Rostschwingenralle (Gymnocrex plumbeiventris) und die Talaudinselralle (Gymnocrex talaudensis) ähneln in ihrem Gefieder den zentral- und südamerikanischen Arten der Gattung Aramides. Die Talaudralle ist mit 33 bis 35 cm die größte Art, gefolgt von der Rostschwingenralle mit 30 bis 33 cm und der Rosenbergralle mit 30 cm. Die Talaudralle, die erst 1996 entdeckt wurde, und die Rosenbergralle gelten in ihrem Bestand als stark gefährdet beziehungsweise gefährdet. Die Rostschwingenralle, von der die beiden Unterarten G. p. plumbeiventris und G. p. hoeveni existieren, wird als ungefährdet eingeschätzt.

## Lebensraum
Die Rosenbergralle bewohnt Primärwälder und alte Sekundärwälder sowie buschartige stillgelegte Reisfelder in Höhenlagen von Meereshöhe bis 1500 m. Die Rostschwingenralle kommt in Primärwäldern, in Sumpfwäldern, in Sumpfgebieten, in feuchten Grasgegenden in der Nähe von Flüssen und Seen sowie in Monsunwäldern von den Niederungen bis in Höhenlagen von 1200 m bis 1600 m vor. Die Talaudralle frequentiert feuchtes Grasland und Buschland sowie sumpfiges Waldland.

## Nahrungsverhalten
Alle drei Arten sind Insektenfresser.  

## Systematik
Arten und ihre Verbreitung:
- Rosenbergralle (Gymnocrex rosenbergii). Verbreitungsgebiet: Nord- und Nord-Zentral-Sulawesi sowie auf Peleng in den Banggai-Inseln.
- Rostschwingenralle (Gymnocrex plumbeiventris). Verbreitungsgebiet: Maluku Utara (Morotai, Halmahera und Bacan), Misool, Neuguinea (mit Ausnahme des Südens) sowie die Inseln Karkar und Neuirland für die Nominatform G. p. plumbeiventris; das südliche Neuguinea sowie die Aru-Inseln für die Unterart G. p. hoeveni.
- Talaudinselralle (Gymnocrex talaudensis). Verbreitungsgebiet: Karakelong, Talaudinseln.